# Henry Dauvergne
Pour les articles homonymes, voir Dauvergne.
Ne doit pas être confondu avec Henri Dauvergne.
Henry Dauvergne, né le 2 juin 1848 à Argenton-sur-Creuse et mort le 4 juin 1917 à Châteauroux, est un architecte français.

## Biographie
Fils d'Alfred Dauvergne (1824-1885), diplômé de l’École des Beaux-arts de Paris, formé dans l'atelier d’Émile Vaudremer, il succède en 1883 à son père comme architecte départemental de l'Indre.
Henry Dauvergne travaille dans l'Indre et dans le Cher. Dans un premier temps, il poursuit ou parachève les travaux de réparation et restauration entrepris par son père. En région parisienne opère le frère cadet d'Henry, Louis Dauvergne, (1854-1937), lui aussi architecte.

## Ouvrages

### À Châteauroux
- 1884-1912 : restauration de Château Raoul où Henry poursuit et achève les travaux de rénovation commencés par son père.
- 1884-1914 : agrandissement du dépôt de mendicité. Henry Dauvergne construit de nouveaux bâtiments : l'asile et sa chapelle. La chapelle est aujourd'hui abandonnée[4].
- 1888-1889 : construction de l'École normale de filles. Les Archives départementales de l'Indre occupent le bâtiment, restauré et agrandi.

### Monuments à l'inventaire

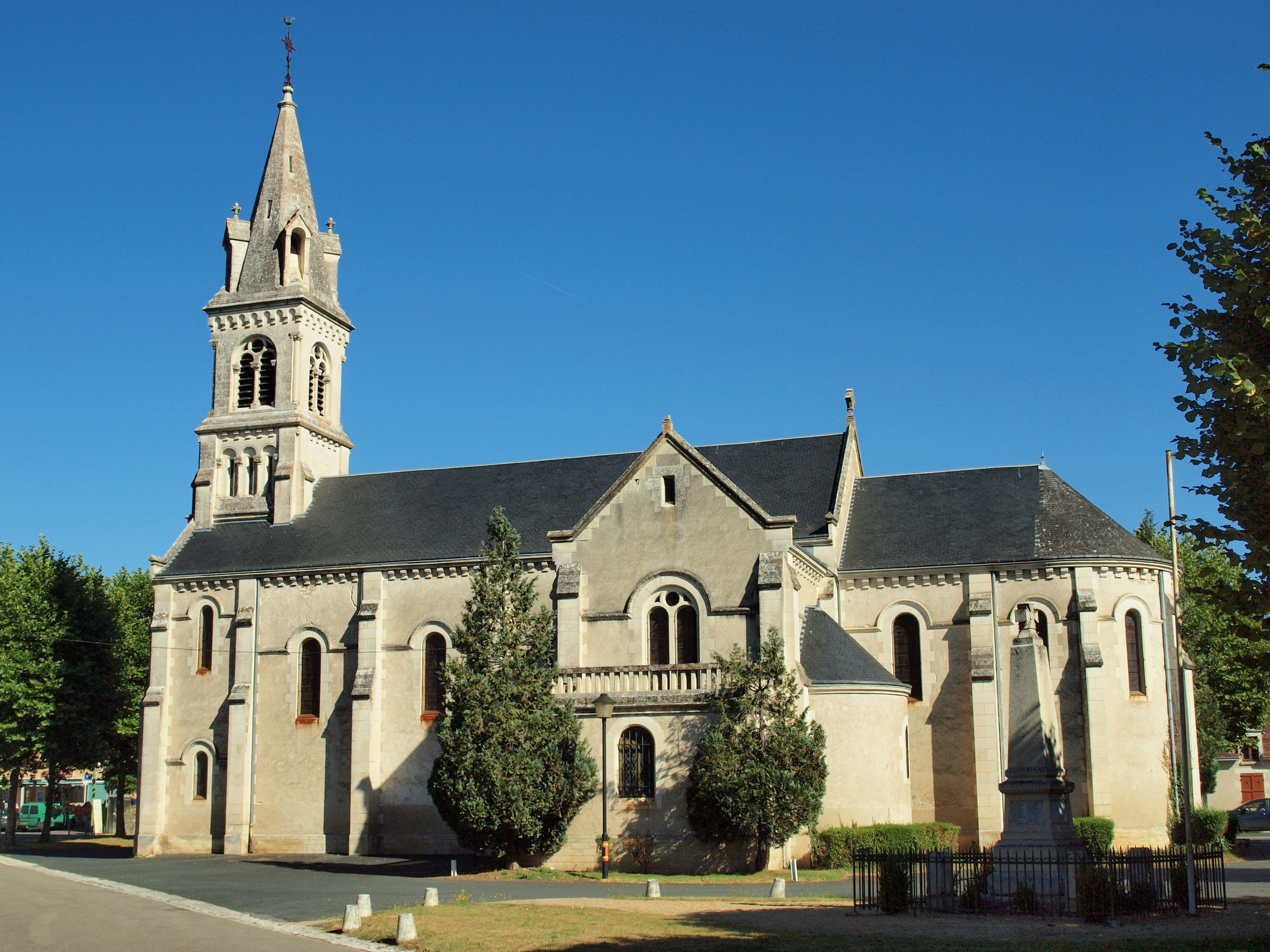
Église paroissiale Saint-Alpinien no 2.

- 1889-1890 : église paroissiale Saint-Génitour Le Blanc. Il intervient après son père, Alfred Dauvergne, puis l'architecte O. Rabault qui avait édifié une chapelle latérale. À partir de 1889, Henry Dauvergne, prolonge la chapelle située au nord du chœur[5].
- 1896-1909 : reconstruction de l'église Saint-Alpinien de Ruffec. L'église a été construite par Antoine Métivier, entrepreneur à Argenton-sur-Creuse[6].
- 1900-1905 : église paroissiale Notre-Dame d'Ingrandes. De 1877 à 1880, Alfred Dauvergne construit un clocher en avant de la nef. De 1900 à 1905, Henry Dauvergne reconstruit presque intégralement la nef[7].
- 1909-1910 : appropriation de l'institution des Dames-Blanches afin d'y installer la sous-préfecture du Blanc[8].

### Dans l'Indre et le Cher

#### Commandes publiques
- 1884-1896 : église Saint-Laurian de Vatan. En 1875, la nef qui menaçait ruine est reconstruite par Alfred Dauvergne. Le clocher, écroulé en 1882 faute d'entretien, est reconstruit en 1892 par Henry Dauvergne[9].
- 1897-1913 : reconstruction de l'église Saint-Germain de La Châtre. Tout d'abord chargé d'ajouter une flèche en pierre au massif oriental roman de l'ancienne Henry Dauvergne dut procéder à la reconstruction de l'édifice entier.
- Construction et reconstruction d'églises dans l'Indre : Écueillé, Buzançais, Chitray, Migné, Gournay , Sazeray, Lignerolles et dans le Cher : Sancergues, Le Châtelet[10].
- Construction et agrandissement de nombreuses écoles, à la suite des lois sur l'instruction gratuite et obligatoire de Jules Ferry.

#### Commandes privées
- 1896-1909 : agrandissement du château dit "de la Vallée Bleue" (Saint-Chartier), hôtel-restaurant réputé jusqu'aux années 2010[11]. Ce petit château avait été construit par Alfred Dauvergne pour le docteur Pestel qui soigna George Sand.
- 1899-1903 : reconstruction du château de Greuille (Sassierges-Saint-Germain).
- Château des Thibauds (Le Pêchereau). Propriété d'Alfred Dauvergne qui s'y retira en 1884. Le château est agrandi d'un grand salon et d'un haut pavillon latéral. Aménagé pour son usage par Henry Dauvergne en 1890[12].